# Hyperaspis consimilis
Hyperaspis consimilis är en skalbaggsart som beskrevs av Leconte 1852. Hyperaspis consimilis ingår i släktet Hyperaspis och familjen nyckelpigor. Inga underarter finns listade i Catalogue of Life.